# Comité international de rink hockey
Le Comité international de rink-hockey, ou CIRH, est l'instance sportive internationale qui dirige le rink hockey au niveau mondial.

## Membres
Les cinq membres actuels du Comité international de rink-hockey ont été élus en 2008:
- Harro Strucksberg (Président)
- Francesco Rossi (Vice-président)
- Armando Quintanilla
- Bill Sisson (1937-2013[2])
- Enrique Javier Rodríguez Bermúdez

## Compétitions
Le CIRH organise les compétitions entre clubs et entre sélections nationales à l'échelon mondial.
- Sélections nationales
  - Les championnats du monde masculins groupe A et groupe B
  - Le championnat du monde féminin
  - Le championnat du monde juniors
- Clubs
  - Le mondial des clubs